# 宁灵厅
宁灵厅，中国清朝寧夏府所管的縣級行政区划名。
同治十一年（1872年）置，是清代的散廳，治所在「金积堡」(今宁夏回族自治区吴忠市西南金积镇)，屬甘肅省宁夏府管轄。民國2年（1913年），「宁灵厅」改置为「金积县」，初屬寧夏道，後屬寧夏省。1960年，中国国务院批准廢金积县。